# Europäischer Schlammpeitzger
Der Europäische Schlammpeitzger (Misgurnus fossilis) ist ein 15 bis 30 cm langer Süßwasserfisch, der in Frankreich vom Stromgebiet der Loire an nördlich, über Mitteleuropa (nördlich der Alpen) bis nach Osteuropa vorkommt. Das östlichste Vorkommen ist das Stromgebiet der Wolga. Auf dem Balkan kommt er im Stromgebiet der Donau und nördlich davon vor. Der Europäische Schlammpeitzger ist in Deutschland 1987 zum Fisch des Jahres ernannt worden.

## Merkmale

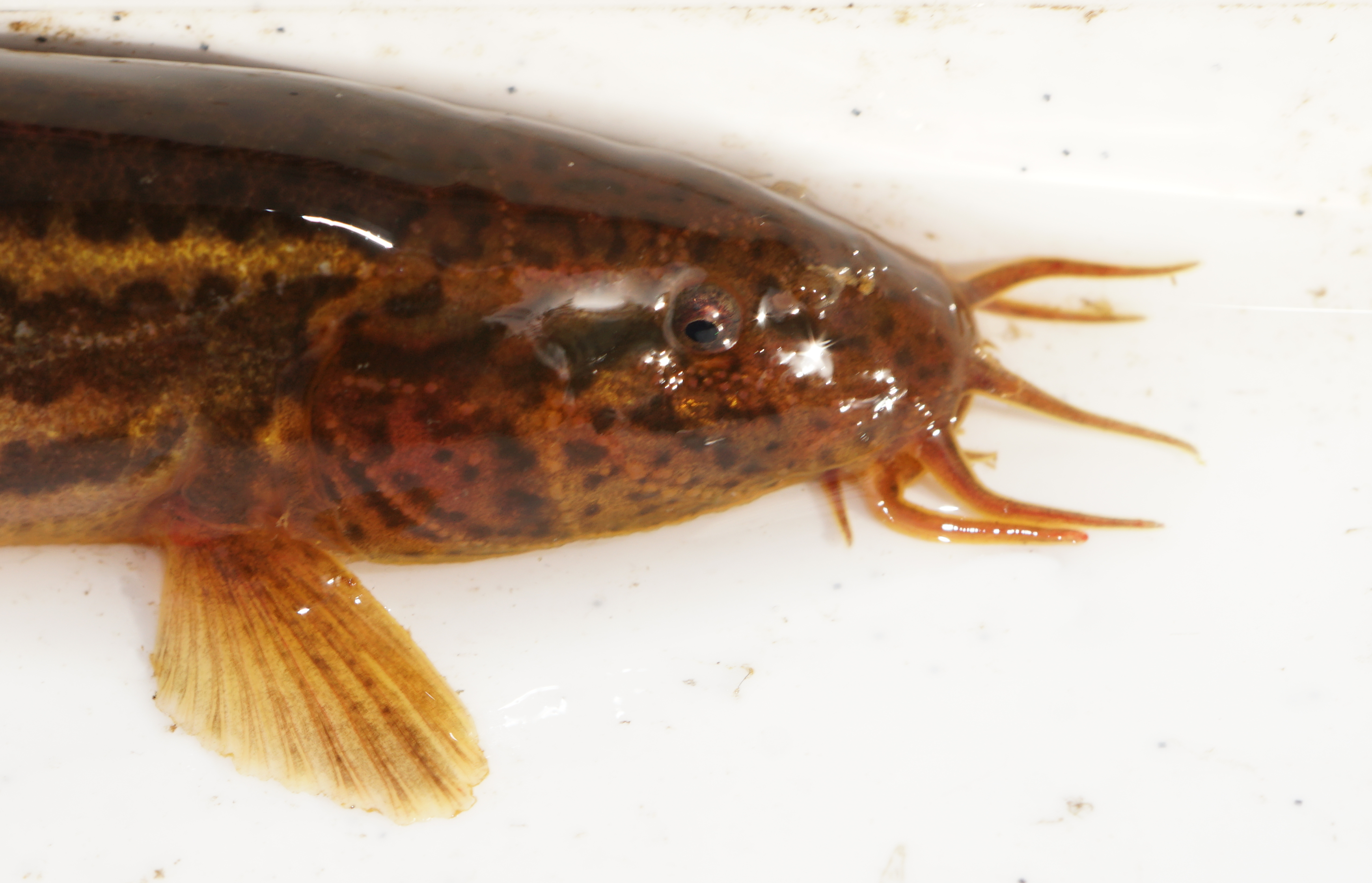
Nahaufnahme des Kopfes eines Weibchens, gut erkennbar fünf der sechs langen Oberlippenbarteln.

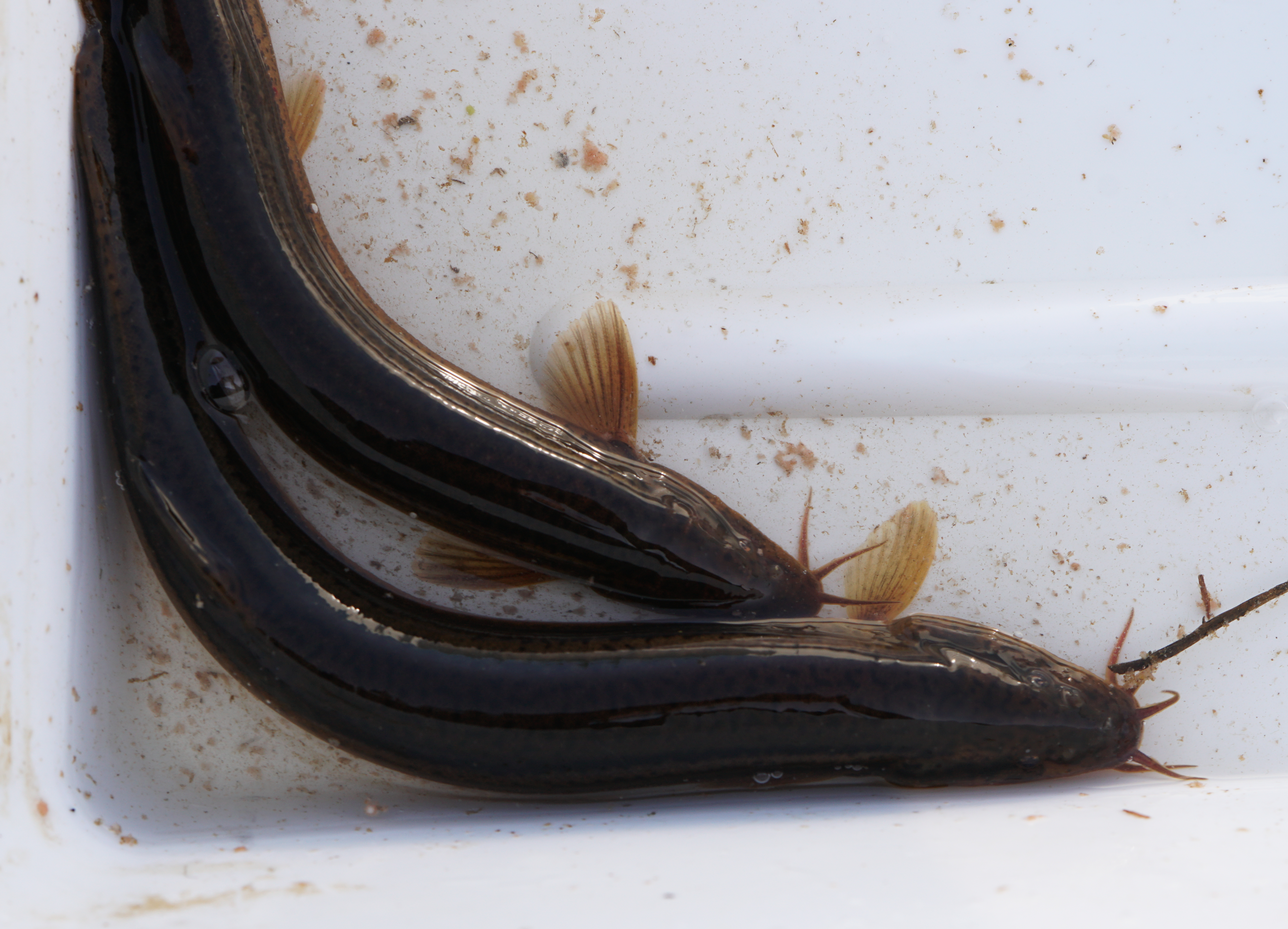
Männchen (oben) und Weibchen (unten). Deutlich erkennbar beim Männchen die größeren, dunkleren und weniger rundlichen Brustflossen.

Der Europäische Schlammpeitzger hat einen aalartig langgestreckten Körper, der vorne walzenförmig und im Querschnitt drehrund ist, hinten aber seitlich etwas abgeflacht. Seine Haut ist stark schleimig, die Schuppen sehr klein. Das unterständige Maul ist eng, der Oberkiefer trägt sechs Barteln, der Unterkiefer vier. Der für viele Schmerlen typische Dorn unter dem Auge fehlt. Die Schwanzflosse ist abgerundet, die Seitenlinie unvollständig. Die Fische sind von brauner Farbe, mit einem dunkelbraunen Rücken und helleren Seiten, die von einem mittig verlaufenden breiten dunkelbraunen Längsstreifen und zwei schmaleren Streifen darüber und darunter gemustert werden. Die Bauchseite ist hell.
Männchen werden als adulte Tiere nicht ganz so groß wie die Weibchen, haben dafür größere, dunklere und weniger rundliche Brustflossen, mit einem verdickten zweiten Flossenstrahl.
- Flossenformel: Dorsale 3/5–6, Anale 3/8–11, Caudale 14–16.

## Lebensweise
Er bevorzugt den schlammigen Boden stehender oder langsam fließender Gewässer als Lebensraum. Er ist nachtaktiv und hält sich tagsüber verborgen. Seine Nahrung setzt sich aus Wirbellosen, Larven von Insekten, kleinen Krebsen, Schnecken und Muscheln, die am Gewässerboden gesucht werden, zusammen. Die Art verfügt über eine ausgeprägte Darmatmung. Aus der an der Oberfläche geschluckten Luft wird der Sauerstoff im stark durchbluteten Darm aufgenommen. Dies unterstützt die Kiemenatmung so gut, dass der Europäische Schlammpeitzger auch in sehr sauerstoffarmen Gewässern vorkommt. Vor einem Wetterwechsel wird die Art oft unruhig und schnappt häufig an der Wasseroberfläche nach Luft („Wetterfisch“). Männchen (Milchner) und Weibchen (Rogner) zeigen ein Laichverhalten, bei dem sie einander umschlängeln. Die Laichzeit liegt zwischen April und Juni, während dieser Zeit werden die Eier an Pflanzen und deren Wurzeln abgelegt.

## Gefährdung
Der Europäische Schlammpeitzger wird in der Roten Liste der IUCN als nicht gefährdet („Least Concern“) eingestuft.
In der Roten Liste für Deutschland wird er in der Kategorie 2 („stark gefährdet“) aufgeführt. Die Art ist in Anhang II der FFH-Richtlinie gelistet und wird daher auch auf europäischer Ebene geschützt. Gemäß Artikel 3, Absatz 1 dieser Richtlinie müssen die Mitgliedsstaaten für das Natura-2000-Netzwerk Schutzgebiete ausweisen, um den Fortbestand oder die Wiederherstellung eines günstigen Erhaltungszustandes zu gewährleisten.